# Runni järnvägsstation
Runni järnvägsstation är en järnvägsstation i Runni by i Idensalmi stad, i landskapet Norra Savolax i Finland. Stationen ligger vid Idensalmi–Ylivieska-banan. Vid stationen stannar dagligen alla regionaltåg mellan Ylivieska och Idensalmi.
Stationen öppnades år 1925. Stationsbyggnaden ritades av Bruno Granholm.